# Chris Carruthers
Christopher Paul "Chris" Carruthers (født 19. august 1983) er en engelsk semiprofessional fodboldspiller, der spiller for Brackley Town som forsvar eller midtbane.